# Юбилейное (Костанайская область)
Юбилейное (каз. Юбилейный) — село в районе Беимбета Майлина Костанайской области Казахстана. Административный центр и единственный населённый пункт Юбилейного сельского округа. Код КАТО — 396475100.

## География
Находится примерно в 38 км к востоку от районного центра, села Айет, и в 2 км от города Рудный по трассе «Костанай — Тобол».

## История
Дата образования села — 30 декабря 1982 года.

## Население
В 1999 году население села составляло 990 человек (465 мужчин и 525 женщин). По данным переписи 2009 года в селе проживали 994 человека (476 мужчин и 518 женщин).
Численность населения на 1 января 2013 года — 1019 человек. Национальный состав (всего — 14 национальностей):
- русские — 493 (48,38 %);
- казахи — 247 (24,24 %);
- украинцы — 166 (16,29 %);
- немцы — 37 (3,63 %);
- татары — 24 (2,36 %);
- другие — 52 (5,10 %).